# Igor Tudor
Igor Tudor (Split,  16 de abril de 1978) es un exjugador de fútbol y director técnico croata. Actualmente es entrenador de la Juventus de la Serie A de Italia.
Tudor pasó gran parte de su carrera en el club italiano Juventus F. C., ganando varios trofeos, siendo considerado uno de los mejores defensores croatas a finales de los 90 y mediados del 2000.

## Trayectoria

### Jugador
Tudor comenzó su carrera profesional en el Hajduk Split en 1995 anotando 5 goles en 58 partidos, siendo considerado una revelación por su técnica y control del balón por encima de un defensor promedio.
Después de tres temporadas exitosas, fue fichado por Juventus en 1998. Durante su estadía en Turín, ganó el premio al jugador croata en 2002. Durante sus 8 años con el club, Tudor estaba en excelentes condiciones, a pesar de las lesiones, y formó alianzas defensivas con Paolo Montero, Mark Iuliano, Gianluca Pessotto, Lilian Thuram, Ciro Ferrara, Alessandro Birindelli, Nicola Legrottaglie, Gianluca Zambrotta, Jonathan Zebina, Giorgio Chiellini, y Fabio Cannavaro. Durante la 2000-01, con Ancelotti al mando, Tudor tuvo un año productivo, anotando 6 goles. La temporada siguiente, con el regreso de su ex-entrenador, Marcello Lippi, fue ocasionalmente desplegado como mediocampista, anotando 4 goles decisivos (1 contra Torino en el derbi de Turín, 2 goles contra el Chievo y Verona, y 1 durante el partido contra el Inter de Milán) en la exitosa campaña de la Juventus con el título de la Serie A . La temporada siguiente, también anotó un gol notable contra el Deportivo La Coruña en el último minuto de un partido de segunda ronda de la Liga de Campeones 2002-03, lo que permitió al club de progresar a los cuartos de final de la competición, en el camino a la final, en el que iban a ser derrotados por sus rivales italianos Milan por penales. Durante este período, la Juventus tuvo uno de los equipos más fuertes del mundo, y Tudor contribuyó también, con más de 150 actuaciones en total para el club, anotando casi 20 goles, como centro defensivo. Sin embargo, después de una lesión importante en 2004, Tudor fue cedido al AC Siena en enero de 2005, después de 7 temporadas con la Juventus. Tras la revocación de la Juventus de los títulos de la Serie A 2004-05 y 2005-06 debido a su participación en el escándalo del "Calciopoli", así como la expiración de su contrato de préstamo con el Siena, Tudor volvió a Juventus, para quedarse con el club a pesar de su descenso a Serie B, pero las lesiones lo mantuvieron fuera de la cancha toda la temporada. Su contrato expiró el 30 de junio de 2007. Durante su tiempo en el club, Tudor ganó dos títulos de la Serie A, dos Supercopas italianas, un título de la Serie B y una Copa Intertoto de la UEFA, también llegó a la final de la Copa de Italia 2001-02 y de la Liga de Campeones de la UEFA 2002-03. Finalmente, se retiró en 2008.

### Entrenador
En mayo de 2013 se convirtió en entrenador del Hajduk Split, después de que la Comisión Directiva aprobó la destitución del técnico Miso Krsticevic y del director deportivo, Sergio Krešić. Igor era técnico de las divisiones inferiores y se hizo cargo del primer plantel de manera provisional.
En junio de 2015, pasó a ser entrenador del PAOK de Salónica, aunque fue destituido en marzo de 2016.
En febrero de 2017, tras salir del Karabükspor, Igor se convirtió en nuevo entrenador del Galatasaray. Fue despedido en diciembre de ese mismo año a causa de una mala racha de resultados.
A finales de la temporada 2017-18, dirigió al Udinese Calcio, logrando la permanencia.
En marzo de 2019, volvió a incorporarse al Udinese Calcio, al que dirigió hasta el 1 de noviembre del mismo año.
El 23 de diciembre de 2019, regresó al Hajduk Split.
En agosto de 2020, llegó a la Juventus de Turín en calidad de ayudante de Andrea Pirlo. Sin embargo, sólo estuvo una temporada en el banquillo del Allianz Stadium.
El 16 de septiembre de 2021, se convirtió en el nuevo técnico del Hellas Verona Football Club. Pese a que logró la permanencia sin problemas, dejando al equipo como 9º clasificado en la Serie A, no llegó a un acuerdo con el club para su renovación.
El 4 de julio de 2022, fue confirmado como el nuevo técnico del Olympique de Marsella, en reemplazo de Jorge Sampaoli. A pesar de que el equipo francés completó una irregular pretemporada, disipó las dudas con un gran inicio de temporada, situándose colíder de la Ligue 1 junto al Paris Saint-Germain. Posteriormente, fue eliminado en la fase de grupos de la Liga de Campeones y en cuartos de final de la Copa de Francia ante el Annecy. Finalmente, el Olympique de Marsella finalizó 3º en la Ligue 1, clasificándose para la ronda previa de la Liga de Campeones. El 1 de junio de 2023, Tudor anunció que no iba a continuar en el club la próxima temporada.
El 18 de marzo de 2024, fue oficializado como entrenador de la Lazio. Sin embargo, el 5 de junio del mismo año, tras dejar al equipo romano en la 7ª posición de la Serie A, presentó su renuncia al cargo luego de aludir diferencias con la directiva italiana sobre los objetivos en el mercado de pases.
El 23 de marzo de 2025, sustituyó a Thiago Motta en el banquillo de la Juventus de Turín. El 14 de junio de 2025, tras haber asegurado la 4ª posición en la Serie A, renovó su contrato con el club.

## Selección nacional
Ha sido internacional en 55 ocasiones con la selección de fútbol de Croacia, debutó el 15 de noviembre de 1997 en un partido de clasificación a la Eurocopa frente a Ucrania y disputó la Copa Mundial de Fútbol de 1998 en Francia donde terminó en tercer lugar.

### Participaciones en Copas del Mundo
| Mundial                        | Sede     | Resultado    |
| ------------------------------ | -------- | ------------ |
| Copa Mundial de Fútbol de 1998 | Francia  | Tercer lugar |
| Copa Mundial de Fútbol de 2006 | Alemania | Primera fase |

### Goles internacionales
| # | Fecha               | Rival      | Marcador | Resultado | Competición                |
| - | ------------------- | ---------- | -------- | --------- | -------------------------- |
| 1 | 21 de junio de 2004 | Inglaterra | 2-3      | 2-4       | Eurocopa 2004              |
| 2 | 30 de marzo de 2005 | Malta      | 3-0      | 3-0       | Clasificación Mundial 2006 |
| 3 | 4 de junio de 2005  | Bulgaria   | 2-0      | 3-0       | Clasificación Mundial 2006 |

## Clubes y estadísticas

### Como jugador
| Club | Div.          | Temporada     | Liga  | Liga  | Copas nacionales(1) | Copas nacionales(1) | Torneos internacionales(2) | Torneos internacionales(2) | Total | Total |
| Club | Div.          | Temporada     | Part. | Goles | Part.               | Goles               | Part.                      | Goles                      | Part. | Goles |
| --- | ------------- | ------------- | ----- | ----- | ------------------- | ------------------- | -------------------------- | -------------------------- | ----- | ----- |
| Hajduk Split · Croacia | 1.ª           | 1995-96       | 9     | 0     | —                   | —                   | —                          | —                          | 9     | 0     |
| H. N. K. Trogir · Croacia | 2.ª           | 1995-96       | 5     | 0     | —                   | —                   | —                          | —                          | 5     | 0     |
| Hajduk Split · Croacia | 1.ª           | 1996-97       | 23    | 1     | —                   | —                   | 3                          | 0                          | 26    | 1     |
| Hajduk Split · Croacia | 1.ª           | 1997-98       | 26    | 4     | —                   | —                   | 5                          | 1                          | 31    | 5     |
| Hajduk Split · Croacia | Total club    | Total club    | 49    | 5     | —                   | —                   | 8                          | 1                          | 57    | 6     |
| Juventus F. C. · Italia | 1.ª           | 1998-99       | 23    | 1     | 4                   | 0                   | 6                          | 0                          | 36    | 1     |
| Juventus F. C. · Italia | 1.ª           | 1999-00       | 17    | 1     | 2                   | 0                   | 9                          | 1                          | 28    | 2     |
| Juventus F. C. · Italia | 1.ª           | 2000-01       | 25    | 6     | 2                   | 0                   | 5                          | 1                          | 32    | 7     |
| Juventus F. C. · Italia | 1.ª           | 2001-02       | 14    | 4     | 1                   | 0                   | 6                          | 2                          | 21    | 6     |
| Juventus F. C. · Italia | 1.ª           | 2002-03       | 14    | 1     | 2                   | 0                   | 11                         | 1                          | 27    | 2     |
| Juventus F. C. · Italia | 1.ª           | 2003-04       | 15    | 2     | 6                   | 1                   | 5                          | 0                          | 26    | 3     |
| Juventus F. C. · Italia | 1.ª           | 2004-05       | 2     | 0     | 1                   | 0                   | 1                          | 0                          | 4     | 0     |
| Juventus F. C. · Italia | 2.ª           | 2006-07       | 0     | 0     | —                   | —                   | —                          | —                          | 0     | 0     |
| Juventus F. C. · Italia | Total club    | Total club    | 110   | 15    | 18                  | 1                   | 43                         | 5                          | 174   | 21    |
| A. C. Siena · Italia | 1.ª           | 2004-05       | 15    | 1     | —                   | —                   | —                          | —                          | 15    | 1     |
| A. C. Siena · Italia | 1.ª           | 2005-06       | 24    | 1     | —                   | —                   | —                          | —                          | 24    | 1     |
| A. C. Siena · Italia | Total club    | Total club    | 39    | 2     | —                   | —                   | —                          | —                          | 39    | 2     |
| Hajduk Split · Croacia | 1.ª           | 2007-08       | 8     | 1     | —                   | —                   | —                          | —                          | 8     | 1     |
| Total carrera | Total carrera | Total carrera | 220   | 23    | 18                  | 1                   | 51                         | 6                          | 292   | 30    |
| (1) Incluye datos de la Copa Italia (1998-05). (2) Incluye datos de la Copa de la UEFA (1996-00) Liga de Campeones de la UEFA (1998-05) y Copa Intertoto de la UEFA (1999). |               |               |       |       |                     |                     |                            |                            |       |       |

### Como entrenador
| Equipo                        | Div.                | Temporada           | Liga  | Liga | Liga | Liga | Liga |       | Copa | Copa | Copa | Copa  |   | Internacional | Internacional | Internacional | Internacional | Internacional |   | Otros | Otros | Otros | Otros |     | Totales     | Totales | Totales | Totales | Totales | Totales | Totales | Totales |
| Equipo                        | Div.                | Temporada           | Part. | G    | E    | P    | Pos. | Part. | G    | E    | P    | Part. | G | E             | P             | Pos.          | Part.         | G             | E | P     | Part. | G     | E     | P   | Rendimiento | GF      | GC      | Dif.    |         |         |         |         |
| ----------------------------- | ------------------- | ------------------- | ----- | ---- | ---- | ---- | ---- | ----- | ---- | ---- | ---- | ----- | - | ------------- | ------------- | ------------- | ------------- | ------------- | - | ----- | ----- | ----- | ----- | --- | ----------- | ------- | ------- | ------- | ------- | ------- | ------- | ------- |
| Hajduk Split · Croacia        | 1.ª                 | 2012-13             | 4     | 1    | 1    | 2    | 4.º  | 2     | 1    | 1    | 0    | -     | - | -             | -             | -             | -             | -             | - | -     | 6     | 2     | 2     | 2   | 44.44%      | 8       | 9       | -1      |         |         |         |         |
| Hajduk Split · Croacia        | 1.ª                 | 2013-14             | 36    | 17   | 11   | 8    | 3.º  | 4     | 2    | 0    | 2    | 4     | 1 | 1             | 2             | 3ªR           | 1             | 0             | 1 | 0     | 45    | 20    | 13    | 12  | 54.07%      | 71      | 56      | +15     |         |         |         |         |
| Hajduk Split · Croacia        | 1.ª                 | 2014-15             | 19    | 9    | 5    | 5    | Inc. | 2     | 2    | 0    | 0    | 6     | 2 | 1             | 3             | 4ªR           | -             | -             | - | -     | 27    | 13    | 6     | 8   | 55.56%      | 53      | 40      | +13     |         |         |         |         |
| PAOK Salónica · Grecia        | 1.ª                 | 2015-16             | 25    | 10   | 8    | 7    | Inc. | 8     | 3    | 3    | 2    | 12    | 4 | 6             | 2             | FG            | -             | -             | - | -     | 45    | 17    | 17    | 11  | 50.37%      | 68      | 45      | +23     |         |         |         |         |
| PAOK Salónica · Grecia        | Total               | Total               | 25    | 10   | 8    | 7    | -    | 8     | 3    | 3    | 2    | 12    | 4 | 6             | 2             | -             | -             | -             | - | -     | 45    | 17    | 17    | 11  | 50.37%      | 68      | 45      | +23     |         |         |         |         |
| Karabükspor Turquía           | 1.ª                 | 2016-17             | 20    | 8    | 3    | 9    | Inc. | 1     | 0    | 0    | 1    | -     | - | -             | -             | -             | -             | -             | - | -     | 21    | 8     | 3     | 10  | 42.86%      | 27      | 33      | -6      |         |         |         |         |
| Karabükspor Turquía           | Total               | Total               | 20    | 8    | 3    | 9    | -    | 1     | 0    | 0    | 1    | -     | - | -             | -             | -             | -             | -             | - | -     | 21    | 8     | 3     | 10  | 42.86%      | 27      | 33      | -6      |         |         |         |         |
| Galatasaray Turquía           | 1.ª                 | 2016-17             | 14    | 8    | 1    | 5    | 4.º  | -     | -    | -    | -    | -     | - | -             | -             | -             | -             | -             | - | -     | 14    | 8     | 1     | 5   | 59.52%      | 26      | 20      | +6      |         |         |         |         |
| Galatasaray Turquía           | 1.ª                 | 2017-18             | 16    | 10   | 2    | 4    | Inc. | 2     | 1    | 0    | 1    | 2     | 0 | 1             | 1             | 2ªR           | -             | -             | - | -     | 20    | 11    | 3     | 6   | 60%         | 41      | 27      | +14     |         |         |         |         |
| Galatasaray Turquía           | Total               | Total               | 30    | 18   | 3    | 9    | -    | 2     | 1    | 0    | 1    | 2     | 0 | 1             | 1             | -             | -             | -             | - | -     | 34    | 19    | 4     | 11  | 59.8%       | 67      | 47      | +20     |         |         |         |         |
| Udinese · Italia              | 1.ª                 | 2017-18             | 4     | 2    | 1    | 1    | 13.° | -     | -    | -    | -    | -     | - | -             | -             | -             | -             | -             | - | -     | 4     | 2     | 1     | 1   | 58.33%      | 5       | 7       | -2      |         |         |         |         |
| Udinese · Italia              | 1.ª                 | 2018-19             | 11    | 5    | 3    | 3    | 12.° | -     | -    | -    | -    | -     | - | -             | -             | -             | -             | -             | - | -     | 11    | 5     | 3     | 3   | 54.54%      | 15      | 13      | +2      |         |         |         |         |
| Udinese · Italia              | 1.ª                 | 2019-20             | 10    | 3    | 1    | 6    | Inc. | 1     | 1    | 0    | 0    | -     | - | -             | -             | -             | -             | -             | - | -     | 11    | 4     | 1     | 6   | 39.39%      | 8       | 18      | -10     |         |         |         |         |
| Udinese · Italia              | Total               | Total               | 25    | 10   | 5    | 10   | -    | 1     | 1    | 0    | 0    | -     | - | -             | -             | -             | -             | -             | - | -     | 26    | 11    | 5     | 10  | 48.72%      | 28      | 38      | -10     |         |         |         |         |
| Hajduk Split · Croacia        | 1.ª                 | 2019-20             | 17    | 8    | 1    | 8    | 5.º  | -     | -    | -    | -    | -     | - | -             | -             | -             | -             | -             | - | -     | 17    | 8     | 1     | 8   | 49.02%      | 30      | 24      | +6      |         |         |         |         |
| Hajduk Split · Croacia        | 1.ª                 | 2020-21             | 1     | 1    | 0    | 0    | Inc. | -     | -    | -    | -    | -     | - | -             | -             | -             | -             | -             | - | -     | 1     | 1     | 0     | 0   | 100%        | 2       | 0       | +2      |         |         |         |         |
| Hajduk Split · Croacia        | Total               | Total               | 77    | 36   | 18   | 23   | -    | 8     | 5    | 1    | 2    | 10    | 3 | 2             | 5             | -             | 1             | 0             | 1 | 0     | 96    | 44    | 22    | 30  | 53.47%      | 164     | 129     | +35     |         |         |         |         |
| Hellas Verona · Italia        | 1.ª                 | 2021-22             | 35    | 14   | 11   | 10   | 9.°  | 1     | 0    | 0    | 1    | -     | - | -             | -             | -             | -             | -             | - | -     | 36    | 14    | 11    | 11  | 49.08%      | 65      | 56      | +9      |         |         |         |         |
| Hellas Verona · Italia        | Total               | Total               | 35    | 14   | 11   | 10   | -    | 1     | 0    | 0    | 1    | -     | - | -             | -             | -             | -             | -             | - | -     | 36    | 14    | 11    | 11  | 49.08%      | 65      | 56      | +9      |         |         |         |         |
| Olympique de Marsella Francia | 1.ª                 | 2022-23             | 38    | 22   | 7    | 9    | 3.º  | 4     | 3    | 1    | 0    | 6     | 2 | 0             | 4             | FG            | -             | -             | - | -     | 48    | 27    | 8     | 13  | 61.81%      | 82      | 51      | +31     |         |         |         |         |
| Olympique de Marsella Francia | Total               | Total               | 38    | 22   | 7    | 9    | -    | 4     | 3    | 1    | 0    | 6     | 2 | 0             | 4             | -             | -             | -             | - | -     | 48    | 27    | 8     | 13  | 61.81%      | 82      | 51      | +31     |         |         |         |         |
| SS Lazio · Italia             | 1.ª                 | 2023-24             | 9     | 5    | 3    | 1    | 7.º  | 2     | 1    | 0    | 1    | -     | - | -             | -             | -             | -             | -             | - | -     | 11    | 6     | 3     | 2   | 63.64%      | 15      | 9       | +6      |         |         |         |         |
| SS Lazio · Italia             | Total               | Total               | 9     | 5    | 3    | 1    | -    | 2     | 1    | 0    | 1    | -     | - | -             | -             | -             | -             | -             | - | -     | 11    | 6     | 3     | 2   | 63.64%      | 15      | 9       | +6      |         |         |         |         |
| Juventus · Italia             | 1.ª                 | 2024-25             | 9     | 5    | 3    | 1    | 4.º  | -     | -    | -    | -    | -     | - | -             | -             | -             | 4             | 2             | 0 | 2     | 13    | 7     | 3     | 3   | 61.54%      | 24      | 14      | +10     |         |         |         |         |
| Juventus · Italia             | 1.ª                 | 2025-26             | 0     | 0    | 0    | 0    | -    | 0     | 0    | 0    | 0    | 0     | 0 | 0             | 0             | -             | -             | -             | - | -     | 0     | 0     | 0     | 0   | 0%          | 0       | 0       | +0      |         |         |         |         |
| Juventus · Italia             | Total               | Total               | 9     | 5    | 3    | 1    | -    | 0     | 0    | 0    | 0    | 0     | 0 | 0             | 0             | -             | 4             | 2             | 0 | 2     | 13    | 7     | 3     | 3   | 61.54%      | 24      | 14      | +10     |         |         |         |         |
| Total en su carrera           | Total en su carrera | Total en su carrera | 268   | 128  | 61   | 79   | -    | 27    | 14   | 5    | 8    | 30    | 9 | 9             | 12            | -             | 5             | 2             | 1 | 2     | 330   | 153   | 76    | 101 | 54.04%      | 540     | 422     | +118    |         |         |         |         |
| 1. 2. 3.                      |                     |                     |       |      |      |      |      |       |      |      |      |       |   |               |               |               |               |               |   |       |       |       |       |     |             |         |         |         |         |         |         |         |

#### Resumen por competiciones
| Competición                  | Partidos | Ganados | Empatados | Perdidos | %      | Resultado        |
| ---------------------------- | -------- | ------- | --------- | -------- | ------ | ---------------- |
| Prva HNL                     | 77       | 36      | 18        | 23       | 54.54% | 3.er lugar       |
| Copa de Croacia              | 8        | 5       | 1         | 2        | 66.67% | Cuartos de final |
| Supercopa de Croacia         | 1        | 0       | 1         | 0        | 33.33% | Subcampeón       |
| Superliga de Grecia          | 25       | 10      | 8         | 7        | 50.67% | 5.º lugar        |
| Copa de Grecia               | 8        | 3       | 3         | 2        | 50%    | Semifinales      |
| Superliga de Turquía         | 50       | 26      | 6         | 18       | 56%    | 4.º lugar        |
| Copa de Turquía              | 3        | 1       | 0         | 2        | 33.33% | Quinta ronda     |
| Serie A                      | 78       | 34      | 22        | 22       | 52.99% | 4.º lugar        |
| Copa Italia                  | 4        | 2       | 0         | 2        | 50%    | Semifinales      |
| Ligue 1                      | 38       | 22      | 7         | 9        | 64.03% | 3.er lugar       |
| Copa de Francia              | 4        | 3       | 1         | 0        | 83.33% | Cuartos de final |
| Liga de Campeones de la UEFA | 6        | 2       | 0         | 4        | 33.33% | Fase de grupos   |
| Liga Europa de la UEFA       | 24       | 7       | 9         | 8        | 41.67% | Fase de grupos   |
| Mundial de Clubes de la FIFA | 4        | 2       | 0         | 2        | 50%    | Octavos de final |
| Total                        | 330      | 153     | 76        | 101      | 54.04% | Sin Títulos      |

## Palmarés

### Campeonatos nacionales
| Título              | Club          | País   | Año     |
| ------------------- | ------------- | ------ | ------- |
| Serie A             | Juventus F.C. | Italia | 2001-02 |
| Supercopa de Italia | Juventus F.C. | Italia | 2002    |
| Serie A             | Juventus F.C. | Italia | 2002-03 |
| Supercopa de Italia | Juventus F.C. | Italia | 2003    |
| Serie B             | Juventus F.C. | Italia | 2007    |

### Campeonatos internacionales
| Título                    | Club           | País   | Año  |
| ------------------------- | -------------- | ------ | ---- |
| Copa Intertoto de la UEFA | Juventus F. C. | Italia | 1999 |

### Distinciones individuales
| Distinción               | Año  |
| ------------------------ | ---- |
| Mejor jugador de Croacia | 2001 |